# Ахмерово (Белорецкий район)
Ахме́рово (баш. Әхмәр) — деревня в Белорецком районе Республики Башкортостан. Входит в состав Туканского сельсовета. 

## География

### Географическое положение
Расстояние до:
- районного центра (Белорецк): 68 км,
- центра сельсовета (Тукан): 10 км,
- ближайшей ж.-д. станции (Улу-Елга): 40 км.

## История
До 30 мая 2007 года деревня входила в состав Верхнеавзянского сельсовета.

## Население
| 2002 | 2009 | 2010 |
| ---- | ---- | ---- |
| 14   | ↗19  | ↗24  |